# Margarita (kommun)
Margarita är en kommun i Colombia.   Den ligger i departementet Bolívar, i den norra delen av landet, 500 km norr om huvudstaden Bogotá. Antalet invånare är 9 406. Arean är 295 kvadratkilometer.
Terrängen i Margarita är mycket platt.